# Capula, Michoacán de Ocampo
Capula är en ort i Mexiko.   Den ligger i kommunen Nahuatzen och delstaten Michoacán de Ocampo, i den södra delen av landet, 280 km väster om huvudstaden Mexico City. Capula ligger 2 725 meter över havet och antalet invånare är 4 678.
Terrängen runt Capula är lite bergig. Runt Capula är det ganska tätbefolkat, med 58 invånare per kvadratkilometer. Närmaste större samhälle är Zacapú, 12,7 km norr om Capula. I omgivningarna runt Capula växer huvudsakligen savannskog.